# Weerman降解反应
Weerman降解反应（Weerman degradation）
单糖醛酸的酰胺用次卤酸钠（如次氯酸钠）水溶液处理时，得到少一个碳原子的醛糖。
这个降解反应一般适用于α-羟基羧酸。
醛糖酰胺可通过先将醛糖氧化为糖酸内酯，再用氨的醇溶液处理得到。
葡萄糖在次氯酸钠溶液作用下，可一步转化为阿拉伯糖。

## 反应机理
与Hofmann降解反应相同。